# شیمینگ
شیمینگ (به آلمانی: Chieming) یک شهر در آلمان است که در بایرن واقع شده‌است.

## خصوصیات
شیمینگ ۳۷٫۷۴ کیلومترمربع مساحت دارد ۵۳۷ متر بالاتر از سطح دریا واقع شده‌است.